# Alford, Florida
Alford är en ort i Jackson County, Florida, USA.